# George Richardson (architecte)
Pour les articles homonymes, voir George Richardson et Richardson.

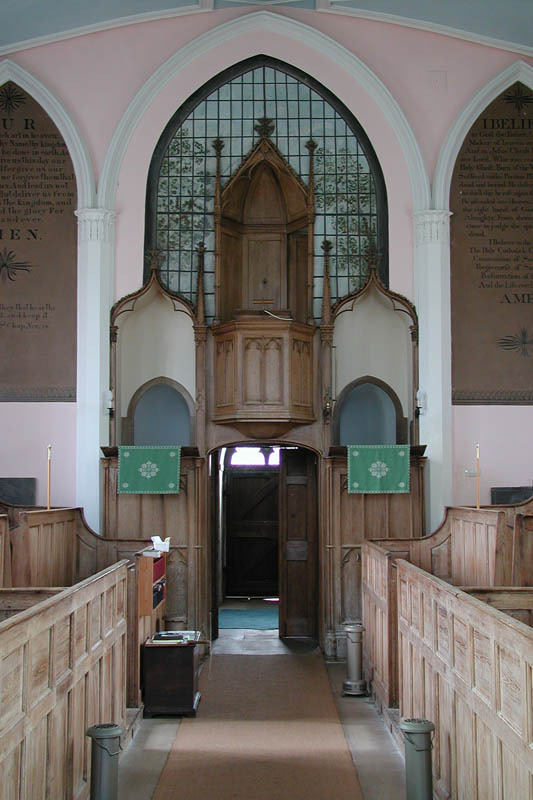
L'église de la Sainte-Trinité à Teigh.

George Richardson est un architecte, dessinateur et décorateur écossais et écrivain sur l'architecture, né vers 1736, probablement à Édimbourg, et mort vers 1813.
Les dates et les lieux de naissance et de décès de George Richardson sont encore sujets de débats.

## Biographie
Au début de sa carrière, il a travaillé comme dessinateur pour les frères Robert Adam et James Adam. Dans les années 1760-1763, il a voyagé avec James Adam dans le sud de la France, en Italie, en Istrie et Dalmatie, en étudiant les vestiges de l'architecture antique et la peinture.
Georges Richardson s'est spécialisé dans la décoration d'appartements dans le style antique.
Parmi ses quelques œuvres architecturales subsistantes figure l'église Sainte-Marie-Madeleine à Stapleford, Leicestershire, construite en 1783 pour le comte d'Harborough et l'église de la Sainte-Trinité de Teigh.

## Publications
Son œuvre principale a été la rédaction de livres, dont :
- Ædes Pembrochianæ (1774)
- A Book of Ceilings Composed in the Style of the Antique Grotesque (1776). Dans l'introduction, il parle de Giuseppe Mannocchi avec gratitude.
- Iconology, or, A Collection of Emblematical Figures (2 tomes, 1779), dont la plupart des dessins ont été réalisés par Cesare Ripa
- A New Collection of Chimney Pieces (1781)
- Treatise on the Five Orders of Architecture (1787)
- New Designs in Architecture (1792)
- New Designs of Vases and Tripods (1793)
- Capitals of Columns and Friezes from the Antique (1793)
- Original Designs for Country Seats or Villas (1795)
- The New Vitruvius Britannicus, 2 tomes, (1802-1808)
- Ornaments in the Grecian, Roman, and Etruscan Tastes (1816)

Il a gravé les plaques en aquatinte sauf pour le livre Iconology, et dans les derniers livres pour lesquelles il a travaillé avec son fils William.
Ses publications ont été souscrites non seulement par de nombreux grands architectes à la mode, mais aussi par des peintres, sculpteurs et autres artisans.